# Тиос
Тиос е античен град, разположен на южното крайбрежие на Черно море, около устието на река с античното име Билеус (Billaeus) 
Днес градът се нарича Филиос, лежи на едноименната река и се намира на територията на република Турция.

## Антична история
Градът е основан като колония на Милет през 7 век пр.н.е.  Според Страбон градът е известен като родно място на Филитер, основател на династията на Пергам.
В началото на 3-те век пр.н.е. Тиос се обединява с градовете Кромна, Цитор и Амастрис, но към 282 г. пр.н.е. отново съществува като самостоятелен град.
През античността през Тиос е преминавал търговски път с пристанще. Градът е бил известен и като местен административен център.
Тиос спада към Витиния, но последният ѝ цар Никомед IV Филопатор завещава владенията си на Рим и след смъртта му през 74 г. пр.н.е Витиния става римска провинция, което става повод за Третата Митридатова война. Войната завършва през 63 г. пр.н.е с неуспех за Митридат, който се самоубива.
Император Теодосий I (379 – 392) включва града в новообразуваната провинция Хонория, носеща името на сина му Хонорий. По-късно, през 535 г., император Юстиниан I обединява провинциите Хонория и Пафлагония, като в декрета му изрично е упоменат град Тиос.

## Епископски център
След приемането на християнството за официална религия в Римската империя, градът става център на епархия начело с епископ. Френският историк и теолог Мишел льо Киен посочва следните епископи :
- Апрагмоний, участник в Третия вселенски събор в Ефес (431 г.) и в Четвъртия вселенски събор в Халкедон (451 г.);
- Андрей, подписал се под синодално писмо срещу Северий Антиохийски, последния монофизитски епископ на Антиохия, 518 г.;
- Евгений, участник в поместния събор в Константинопол през 536 г., на който се отлъчва от църквата константинополският патриарх Антим I, застъпник на монофизетизма;
- Лонгиний, участник в Шестия вселенски събор, свикан през 681 г. от Константин IV Погонат срещу монотелизма;
- Михаил, участник в Седмия вселенски събор през 787 г. срещу Иконоборството;
- Константин, участник в Осмия, наречен Четвърти константинополски събор под председателстовото на Фотий I Константинополски.

## През византийския период
По време на Византийското владичество градът запазва своя облик на търговски и пристанищен град и административен център.

## Проучване на замъка
През 2006 г. и 2007 г. са проведени археологически разкопки на мястото, където се е издигал замък. Разкрита е стена и струпвания на средновековна керамика. Извършените археологически проучвания представят нагледно късновизантийския замък на град Тиос. Забелязва се известно икономическо развитие през този период. Изградените жилища лежат върху останките на по-стари сгради. Наличието на замък говори за обстановката през периода XIII – XV век.
Замъкът е разположен на 75 m надморска височина. Терасиран е на три нива и е защитен от крепостна стена. В средната тераса се наблюдават останки от сгради. От западната страна ясно се виждат следи от средновековна фортификация. Сред нея е сводеста порта, която е реконструирана. При проучванията е направен сондаж в близост до две от кулите. Открити са фрагменти от керамика, животински кости и обработени камъни. Открита е и стена, изградена от два реда плочести камъни със спойка от чакъл, която е с вкопани основи до 60 – 80 cm.

## Открита средновековна керамика.
Открити са над 150 фрагмента от глазирана керамика, 144 от които са групирани в 35 типа, въз основа на украсата. Открити са и над 500 неглазирани фрагмента, като по-голяма част от тях са от съдове, използвани за съхранение или транспорт. Разнообразието сред керамичните съдове е доказателство за търговията, извършвана по морски път в Черно море. Част от фрагментите имат Средиземноморски произход. Това показва, че морската търговия не се е ограничавала единствено в пределите на Черно море.